# Rivière du Lac des Îles
Rivière du Lac des Îles är ett vattendrag i Kanada.   Det ligger i provinsen Québec, i den sydöstra delen av landet, 250 km nordost om huvudstaden Ottawa.
I omgivningarna runt Rivière du Lac des Îles växer i huvudsak blandskog. Runt Rivière du Lac des Îles är det ganska glesbefolkat, med 24 invånare per kvadratkilometer.